# Rakahanga

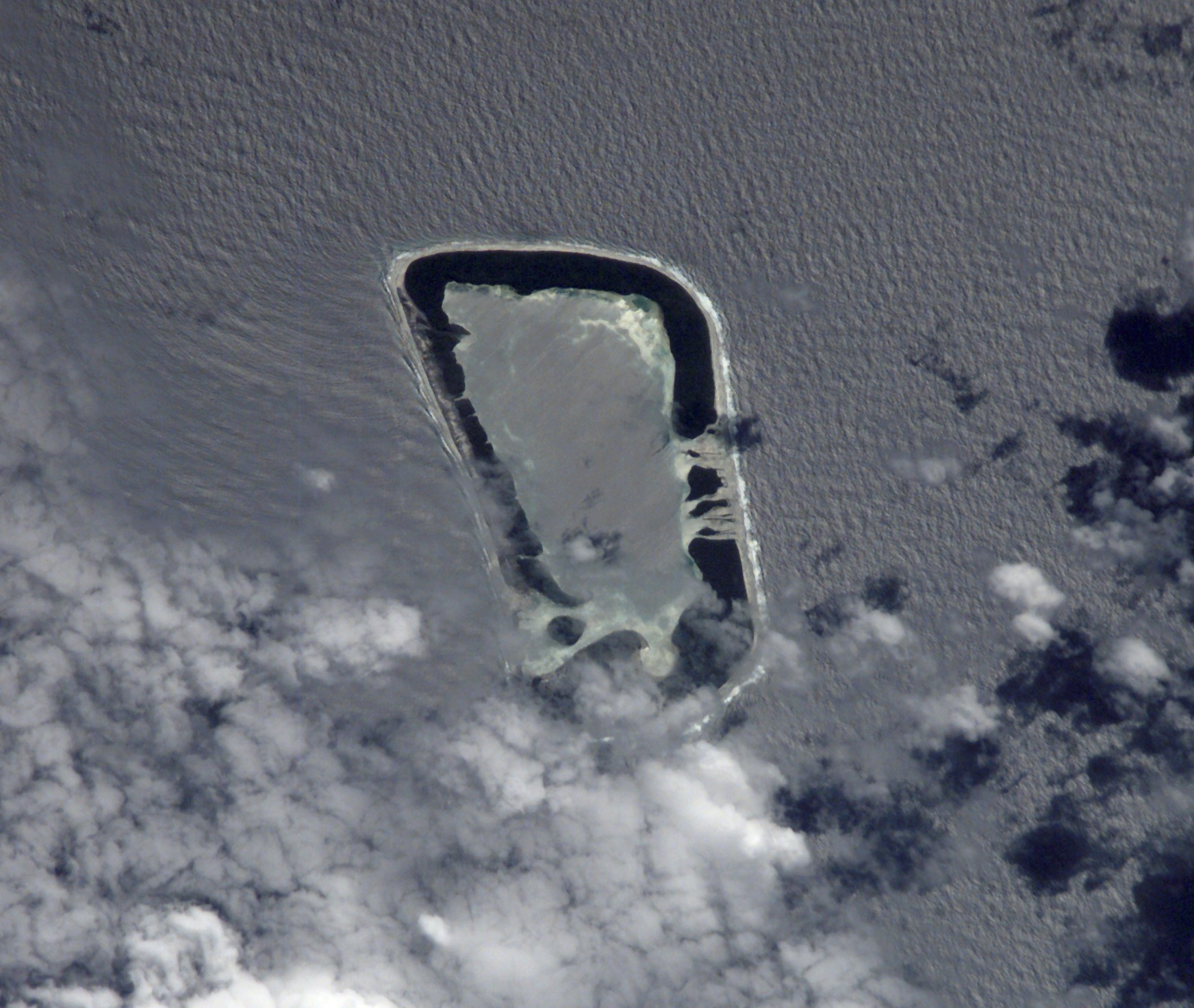
Rakahanga

Rakahanga är en av Cooköarna i Stilla havet ungefär 1 000 km från huvudön Rarotonga. Rakahanga är den av Cooköarna som européerna först satte sina fötter på. Det var den 2 mars 1606 då två spanska skepp; Capitana och Almiranta kom under kapten Pedro Fernández de Quirós ledning.
Air Rarotonga flyger regelbundet till Manihiki som har förbindelse med båt till Rakahanga. Invånarna på ön arbetar mest inom sin pärlindustri.